# Руиссало (остров)
Руиссало (фин. Ruissalo, швед. Runsala) — остров в Архипелаговом море Финляндии и одноимённый район города Турку.

## Природа

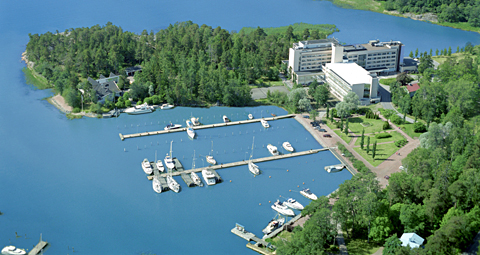
Отель Ruissalon Kylpylä

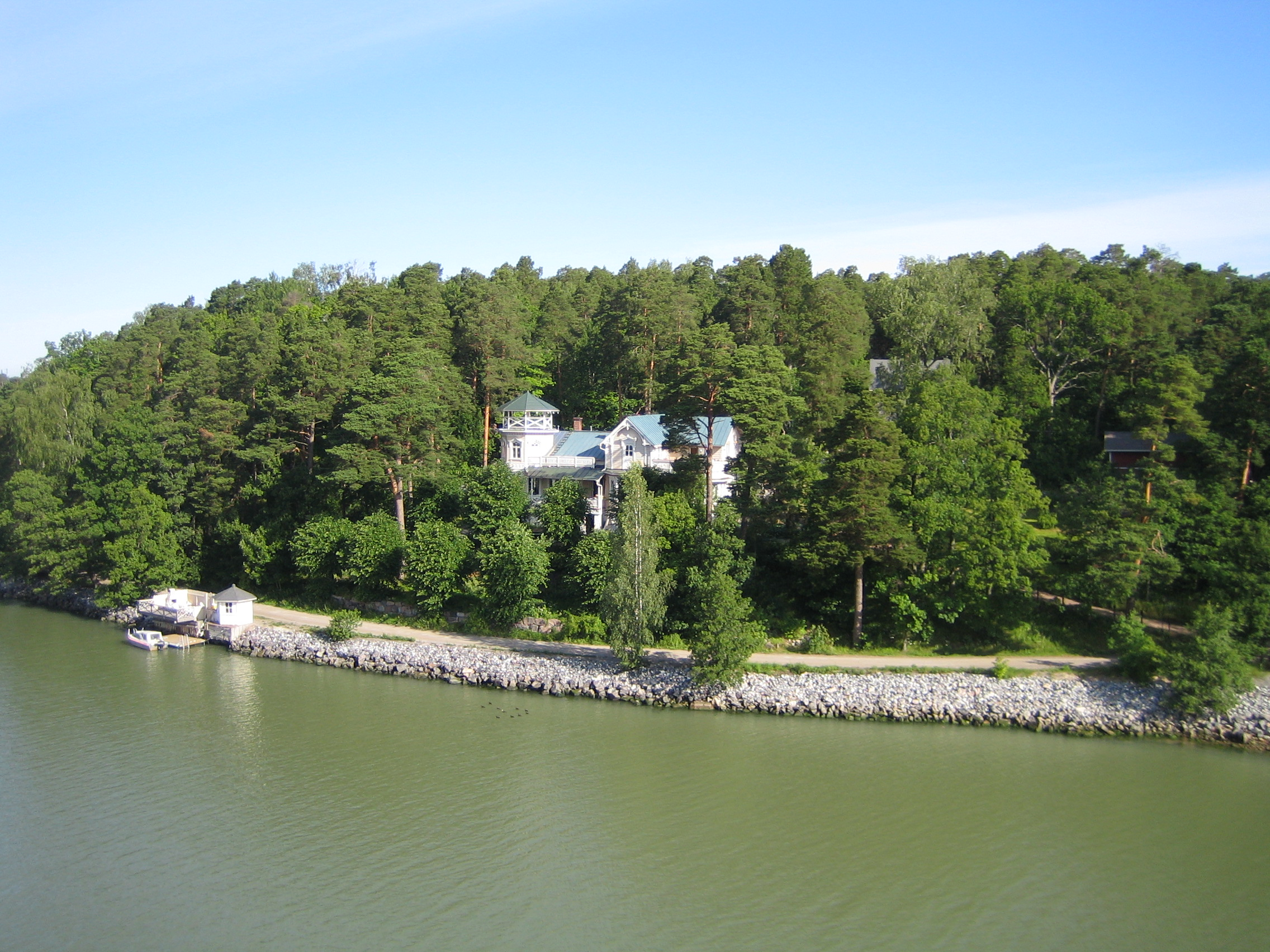
Прибрежный особняк

Остров является заповедным, так как на нём сохранилась уникальная для Финляндии реликтовая дубрава, расположенная преимущественно на богатых почвах в восточной и центральной частях острова (преобладает дуб черешчатый (30-70 и более % от состава древостоя), ему сопутствуют берёза бородавчатая, липа сердцевидная, осина, клён остролистный, рябина обыкновенная, реже ива козья, черёмуха обыкновенная, очень редко ясень обыкновенный, берёза пушистая и вяз шершавый; в подлеске обильны орешник, калина красная, жимолость лесная. Этот тип леса распространён на площади 117 га, причём приблизительно половину её занимает почти чистый дубовый лес (дуба более 70 % от состава древостоя). На площади 148 га дуб образует существенную примесь (около 30 % от состава древостоя или несколько меньше) в лесах разных типов, от лиственных до смешанных с сосной и елью. Таким образом, общая площадь лесов со значительным участием или господством дуба на острове Руиссало составляет около 265 га, из них 248 га заповедные, причём 151 га с наиболее строгим режимом охраны. В лесах на сравнительно бедных почвах, преимущественно в западной части острова Руиссало, дуб растёт в основном в виде незначительной примеси, чаще единичными экземплярами в смешанных насаждениях с сосной лесной, елью обыкновенной, берёзой, осиной, ольхой чёрной и некоторыми другими деревьями. Итого область естественного произрастания дуба как важной лесообразующей породы на острове Руиссало охватывает примерно 312 га..
На острове находится ботанический сад университета Турку, ряд санаториев и зона отдыха горожан с пляжем и оборудованным кемпингом.
Ряд особняков и дач, возведённых на острове в XIX—XX веках охраняются государством. Новое частное строительство на острове запрещено законодательством.

## Транспорт
Остров соединён с материком мостом и по его территории проложены асфальтированные и грунтовые дороги, позволяющие автотранспорту и велосипедистам беспрепятственно передвигаться по всем направлениям.
С торговой площади Турку в Руиссало ходит автобус № 8.

## Ежегодные мероприятия
Остров знаменит тем, что в течение нескольких десятилетий на одном из его побережий в начале июля проходит один из старейших в Европе больших международных фестивалей рок-музыки open-air — Ruisrock.